# DAP航空
DAP航空（デアペこうくう、Aerovías DAP）は、チリの地方航空会社である。

## 概要

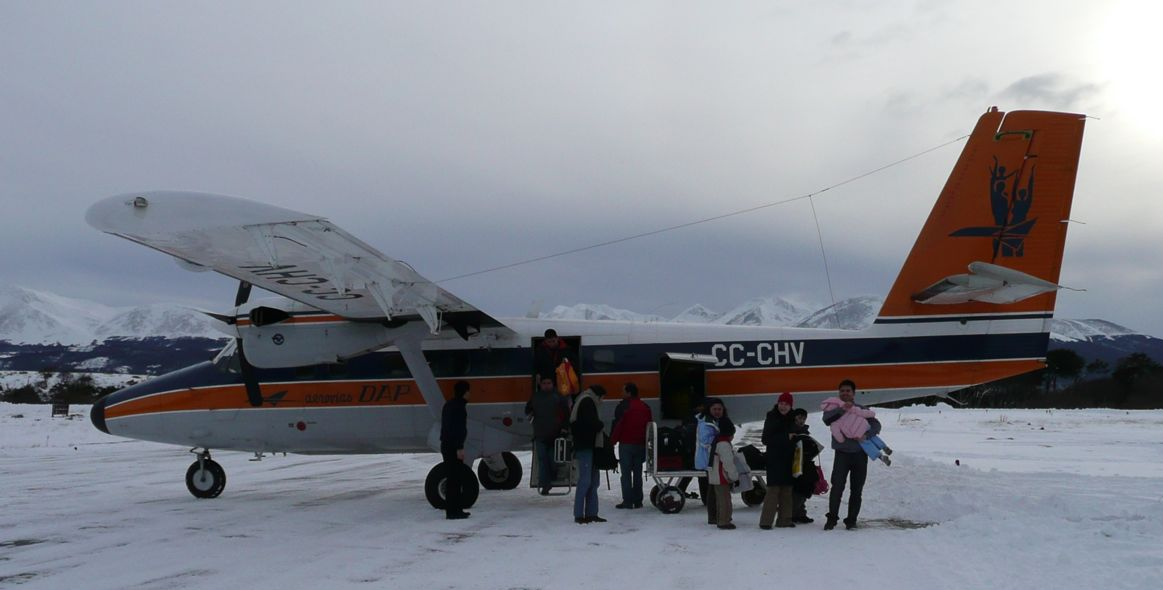
DHC-6

DAP航空はチリの地方航空会社で、プンタ・アレーナス以南が、稼動区域である。1980年に開業する。DAPは、創業者のドミンゴ・アンドレス・ピブセビック（Domingo Andrés Pivcevic）の頭文字をとった。
定期便およびチリ領パタゴニアでのチャーター便、チリの南極基地への移動も、手がけている。

## 主な就航地
チリ国内
- プンタ・アレーナス : プンタ・アレーナス国際空港
- ポルベニール : ポルベニール空港
- プエルト・ウィリアムズ : サニャルトゥ空港

南極キングジョージ島
- エドゥアルド・フレイ・モンタルバ基地

アルゼンチン
- ウシュアイア : ウシュアイア国際空港

## 保有飛行機
- BAe 146型機 2機

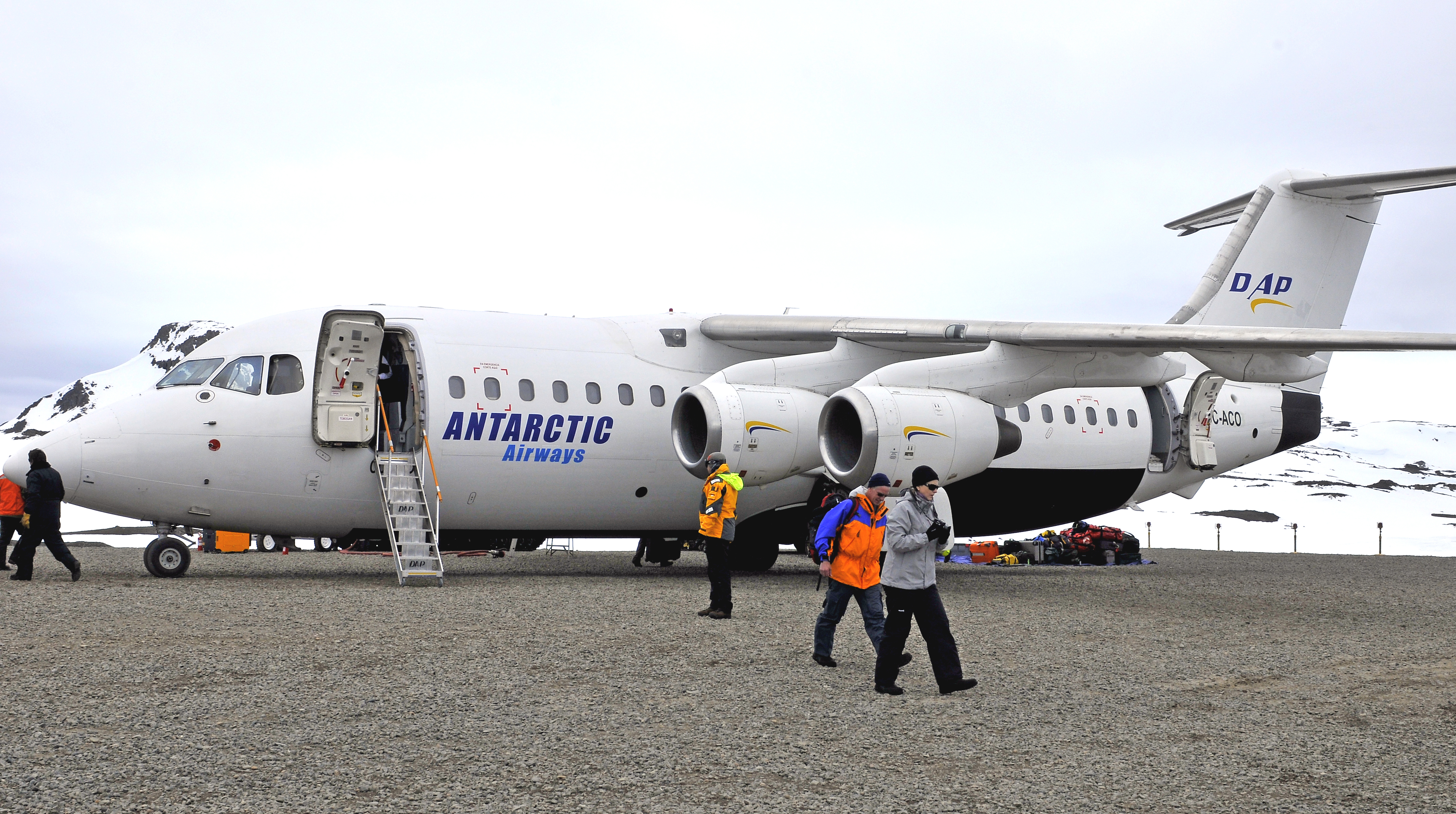
BAe 146

- デ・ハビランド・カナダ DHC-6型機 1機
- セスナ402型機 1機
- CASA C-212型機　1機
- ビーチクラフト キングエア型機 1機